# Дом Евгения Вахтангова

Левая часть фасада с видом на Армянскую церковь. Фото 1964 года

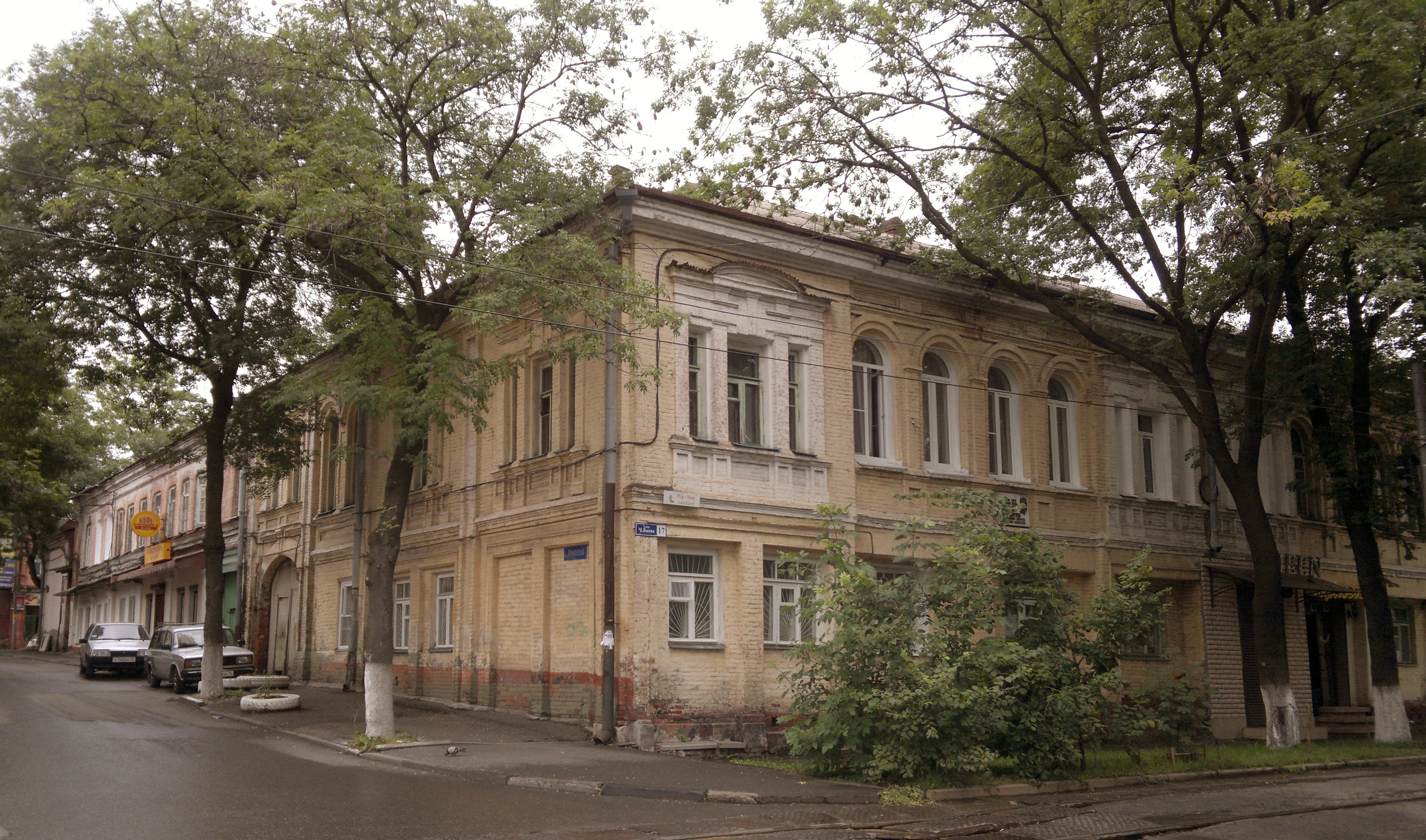
Дом до реставрации. Фото 2012 года

Дом Евгения Вахтангова — памятник истории и культуры, объект культурного наследия федерального значения во Владикавказе, Северная Осетия. Здание связано с жизнью театрального деятеля и режиссёра Евгения Багратионовича Вахтангова. До 2023 года имел статус выявленного объекта культурного наследия. В реестре объектов культурного наследия числился как «Дом, где в 1883 г. родился и до 1910 г. жил выдающийся театральный режиссёр Евгений Багратионович Вахтангов». Филиал театра имени Вахтангова.
Находится на правом берегу Терека недалеко от Чугунного моста в исторической части города на пересечении улиц Чермена Баева, 17/ Армянская, 2. С южной стороны соединён со стилизованной крепостной стеной, выходящей на площадь Штыба.
Соседнее значимое здание № 15 по улице Чермена Баева — церковь святого Григория Просветителя (объект культурного наследия) и по Армянской улице № 6/ Гаппо Баева, № 22 — бывшая мастерская Османа Омарова (объект культурного наследия).

## История
Двухэтажное кирпичное здание построено в армянском квартале Владикавказа в 1870 году собственницей купчихой первой гильдии Елизаветой Лианозовой (Лианосян), матерью Георгия Лианозова, статного советника, нефтепромышленника, основателя и председателя Русского нефтепромышленного общества.
В 1877 году Елизавета Лианозова продала дом и переехала на родину в Тифлисскую губернию. Дом перешёл в собственность купца второй гильдии Гавриила Серпекулова, наследники которого продали его в 1890 году владикавказским купцам Сергею Киракозову и Богдану Оганову, владевшими фирмой «Киракозов — Оганов» и торговыми зданиями (торговый дом на Базарной улице и торговый дом на Александровском проспекте). На втором этаже располагались квартиры. Первый этаж сдавался в аренду под табачную фабрику Баграта Вахтангова, которая действовала здесь примерно до 1905 года, когда он стал строить табачную фабрику на углу Александровского проспекта и Евдокимовской улицы около дома купца Балашова.
Считается, что в 1883 году в этом доме в семье Баграта Вахтангова родился Евгений Вахтангов. По другим сведениям Баграт Вахтангов снимал квартиру в одноэтажном доме купца Балашова на Александровском проспекте (сегодня на этом месте стоит Дом быта, д. 13). Предполагается, что Евгений Вахтангов родился в доме купца Балашова (не сохранился до нашего времени).
После переезда Баграта Вахтангова в доме проживала семья Лисицевых (Лисициан), которая была родственной семье Вахтанговых. Братья Герасим и Иван Лисицевы содержали на первом этаже электро-механической гильзовую фабрику «Дарьял», производившую составные части для папирос. В последующем семья Герасима Лисицева переехала в дом № 11 на Тарской улице, где в 1911 году родился оперный певец Павел Лисициан.
До 1922 года дом принадлежал наследникам купцов Киракозова и Оганова. В 1922 году дом был национализирован. На первом этаже располагались торговые предприятия, на втором этаже находились 13 коммунальных квартир с удобствами во дворе. В советское время дом, находившийся в аварийном состоянии, планировали разрушить для расширения находящейся рядом площади Штыба. В 1983 году во время празднования столетия Евгения Вахтангова во Владикавказе театр имени Вахтангова представлял свой 1117-й спектакль «Принцесса Турандот» на сцене Русского театра, после которого вышла актриса Юлия Борисова с призывом к горожанам сохранить дом, где проживал основатель театра.
16 марта 2020 года Театр имени Вахтангова объявил народный сбор средств на создание Культурного центра во Владикавказе. За год было собрано около 2 миллионов рублей пожертвований. Банк «Открытие» выделил театру денежные средства для выкупа квартир и из дома были расселены жильцы. В октябре 2020 года театр получил документы на право владения зданием, которое перешло в федеральную собственность с оперативным управлением театром. Общая площадь помещений составила около 960 квадратных метров. Реставрация началась в 2021 году, проходила в рамках Указа № 365 Президента Российской Федерации «О праздновании 100-летия Государственного академического театра имени Евгения Вахтангова» от 2 августа 2019 года. В соответствии Распоряжением Правительства Российской Федерации от 5 февраля 2020 года № 212-р «Об образовании организационного комитета по подготовке и проведению празднования 100-летия Государственного академического театра имени Евгения Вахтангова» была разработана и подписана программа мероприятий, которая также включала создание во Владикавказе Культурного центра в доме, где жил Евгений Вахтангов. Реставрационные работы проходили за счёт собственных средств театра имени Вахтангова (около 200 миллионов рублей), пожертвований граждан и различных кредитных учреждений и завершились зимой 2023 года. Общий бюджет реставрации составил около 230 миллионов рублей. Во время реставрации на чердаке дома были оставлены кирпичи местного дореволюционного кирпичного завода, из которого был выложен дои. Эти кирпичи стали основой памятной статуэтки, которой награждаются участники-театры всероссийского театрального фестиваля «Вахтангов. Путь домой».
На фасаде здания установлена мемориальная доска Евгению Вахтангову, на которой были обновлены потемневшие латунные барельеф и надпись во время реставрации всего здания. Впервые мемориальная доска из белого мрамора была установлена в 1949 году. В 1983 году доску отреставрировали скульпторы Умар Гасиев и Таймураз Дзеранов.
Утром 30 апреля 2023 года состоялось открытие Дома Евгения Вахтангова в присутствии Главы Республики Северная Осетия — Алания Сергея Ивановича Меняйло, актёров театра имени Вахтангова. Директору театра Кириллу Игоревичу Кроку была вручена высшая государственная медаль Республики Северная Осетия — Алания «Во славу Осетии».
В здании на втором этаже воссоздана обстановка купеческого дома XIX века с экспозицией, касающейся жизни Евгения Вахтангова. На первом этаже действует Культурный центр с залом на 150 мест для проведения различных театральных мероприятий.
2 мая 2023 года начала работу музейная экспозиция Дома Евгения Вахтангова. Первым выступлением в Арт-кафе был спектакль «Пиковая дама» актёра Евгения Князева, состоявшийся 3 мая.
С марта по август 2023 года проводилась историко-культурная экспертиза, после чего приказом Министерства культуры Российской федерации от 19 декабря 2023 года дому был присвоен статус объекта культурного наследия федерального значения.
Концерт-Открытие

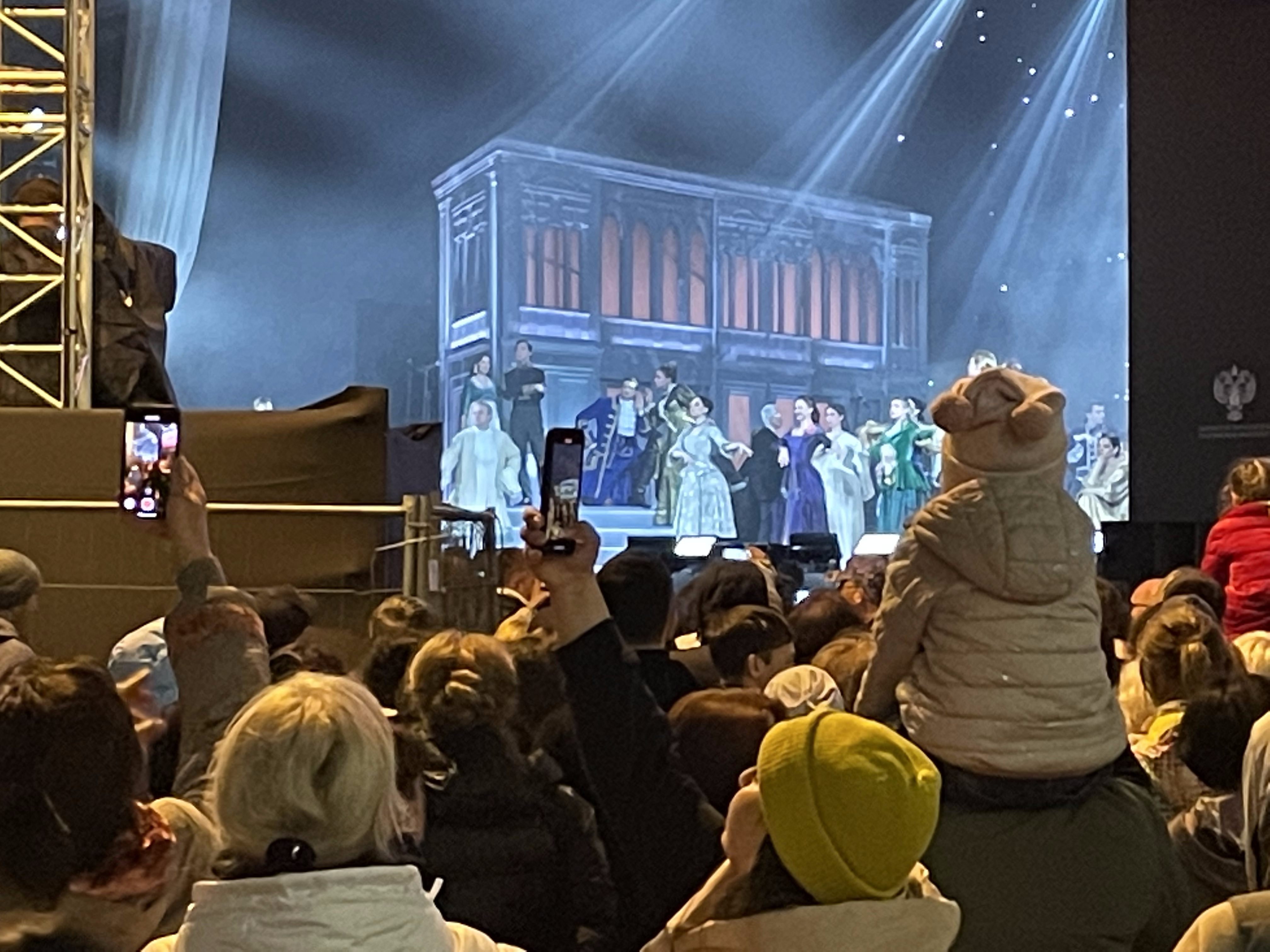
Во время Концерта-Открытия «Вахтангов. Путь домой».

Вечером 30 апреля 2023 года во Владикавказе на площади Свободы состоялся торжественный «Концерт-Открытие Дома Евгения Вахтангова» c участием артистов театра имени Вахтангова. На концерт под названием «Вахтангов. Путь домой», который стал главным событием текущего сезона Театра имени Вахтангова, прибыло около трёхсот артистов и друзей театра. На концерте присутствовало около шести тысяч зрителей.
7 мая 2023 года на телеканале «Россия-Культура» транслировалась передача телевизионной версии концерта «Вахтангов. Путь домой».
13 июля 2024 года на площади Свободы был открыт первый Фестиваль «Вахтангов. Путь домой».

## Галерея

Мемориальная доска